# Botia rostrata
Botia rostrata är en fisk i familjen nissögefiskar som finns i Indien och Bangladesh. Den är även en populär akvariefisk. 

## Utseende
Som alla nissögefiskar är Botia rostrata en avlång fisk med en nedåtriktad mun, omgiven av flera skäggtömmar. Den har ett mönster av oregelbundna mörkbruna fält på ljusgrå till beige botten, något påminnande om bokstaven "H". Mindre, blåaktiga markeringar i de mörka fälten är också vanliga. Färgteckningen kan emellertid vara mycket variabel, och ibland kan tvärstrecket i "H"-et saknas, så att fisken i stället verkar att ha mörka tvärstimmor. Det förekommer även att grundfärgen mörknar när fisken är upphetsad, så att mönstret blir mindre tydligt. Arten kan bli 20 cm lång.

## Vanor
Arten är en bottenlevande sötvattensfisk, som både kan förekomma i bergsbäckar och större floder. Den lever främst på insektslarver och andra bottendjur. I akvariet formar den grupper med en komplex social rangordning.

## Status
Arten är klassificerad som sårbar ("VU") av IUCN (underklassificering "A2cd"), och populationen minskar. Främsta hoten är fiske efter andra arter, som även hotar denna fisk, habitatförlust till följd av sten- och grustäkt, samt insamling till akvarieindustrin.

## Utbredning
Botia rostrata finns i Ganges och Brahmaputras flodområden i nordvästra Indien samt i Bangladesh. Den har även påträffats i Kina nära den burmesiska gränsen, även om dessa fynd är osäkra. Stämmer de kinesiska fynden, är det troligt att den även finns i Bhutan och Myanmar.

## Akvariefisk
Arten trivs i ett akvarium med dunkel belysning, sandbotten att gräva i och rikligt med gömställen som träbitar och klippstycken. Arten tycker om att pressa in sig i gömställena, så dessa bör vara utan vassa kanter. Vattenkvaliteten är viktig, akvarievattnet bör ventileras ordentligt och 30 – 50% bör bytas per vecka. Den föredrar en temperatur av 19 till 27 °C och ett pH mellan 6 och 7,5. Arten är inte särskilt aggressiv, men bör inte hållas med alltför små fiskar som den kan dominera på grund av sin storlek. Den trivs i grupp, och akvariet bör innehålla åtminstone 5 – 6 individer av samma art, helst fler.

### Föda
Födan bör främst vara animalisk (till exempel kommersiell fiskmat av bättre kvalitet, fjädermygglarver, tubifex och saltkräftor), men vegetabilisk föda som algflingor, finfördelade bitar av gurka, melon, squash och förvälld spenat är dessutom lämplig. Botia rostrata tar också snäckor om de uppträder i akvariet. Den är glupsk, och bör inte få för mycket mat.